# Heini Handschumacher
Heini Handschumacher, auch Heini Handschuhmacher (* 20. März 1907 in Berlin; † 9. Juni 1944 in München bei einem Luftangriff) war ein deutscher Schauspieler und Komiker.

## Leben
Handschumacher spielte zu Beginn Theaterlaufbahn am Landestheater Darmstadt und hatte später langjährige Bühnenengagements am Nationaltheater Mannheim (dort u. a. in der Titelrolle des Lustspiels Charleys Tante) und in Leipzig. Von 1940 bis zu seinem Tode 1944 gehörte er zu Ensemble der Münchner Kammerspiele. In der Neuinszenierung der Shakespeare-Komödie Ein Sommernachtstraum spielte er dort 1940 den Handwerker Flaut.
In den 1940er Jahren wirkte er in größeren und kleineren Nebenrollen auch in einigen, zumeist unpolitischen Filmkomödien, Lustspielen und Musikfilmen des Dritten Reichs mit. Zu seinen größeren Aufgaben gehörten der Zoologe Crusius, der Freund der männlichen Hauptfigur, in der Komödie Herz geht vor Anker (1940; Regie: Joe Stöckel), der Privatdetektiv Holzer in der Krimikomödie Orient-Express (1944, Regie: Viktor Tourjansky) und Petri, ein Freund von Johannes Heesters, in dem Revuefilm Es lebe die Liebe (1944, Regie: Erich Engel). In dem NS-Propagandafilm Venus vor Gericht (1941), der die sog. „Entartete Kunst“ thematisierte, hatte er eine kleine Rolle als Reporter. 
Handschumacher war in der Darstellung komischer Rollen ein „Naturtalent“; er „schuf Gestalten von umwerfender Komik, ließ aber immer die ernste Bedeutung in kleinen Lichtern aufleuchten.“ Er galt als „Münchner Heinz Rühmann“.
Handschumacher starb bei einem Bombenangriff auf die Landeshauptstadt München.

## Filmografie
- 1940: Herz geht vor Anker
- 1941: Alarmstufe V
- 1941: Venus vor Gericht
- 1944: Orient-Express
- 1944: Es lebe die Liebe
- 1944/50: Die Schuld der Gabriele Rottweil